# Kostel svatého Mořice (Kroměříž)
Kolegiátní kostel svatého Mořice (též chrám sv. Mořice) v Kroměříži je jedna z největších gotických staveb České republiky a jedna z jejích nejvýznamnějších gotických památek. Od roku 1973 je chráněn jako kulturní památka. Chrám je sídlem kolegiátní kapituly u sv. Mořice v Kroměříži.

## Poloha
Chrám sv. Mořice se nachází na Stojanově náměstí v Kroměříži, západně od Velkého náměstí. Ze severu k němu přiléhá komplex Arcibiskupského gymnázia (napojený Mlýnskou branou na Arcibiskupský zámek; biskup tedy mohl chodit ze zámku do kostela „suchou nohou“). Nedaleko se nachází filiální barokní kostel svatého Jana Křtitele. Příslušný farní úřad sídlil dříve v kanovnickém domě na Stojanově náměstí, v posledních letech byl ale přemístěn do budovy proboštství v přilehlé farní zahradě. Před kostelem řadu let stával sloup se sochou svatého Jana Nepomuckého z roku 1704, který se po restaurování v roce 1998 vrátil k mostu přes řeku Moravu cca 100 metrů od své původní polohy.

## Historie kostela
Vybudoval jej olomoucký biskup Bruno ze Schauenburku (stavba dokončena kolem roku 1265/1290), který při něm založil kolegiátní kapitulu se 6 kanovníky, proboštem a děkanem. V Českých zemích neobvyklé zasvěcení svatému Mořici zvolil biskup podle svého předchozího působiště, kostela sv. Mořice v Magdeburku, kde byl proboštem. Kostel prodělal v historii několik významných úprav. Jednalo se zejména o opravy a přestavby po husitských válkách a po třicetileté válce. Poslední velká přestavba proběhla za arcibiskupa Sommerau-Beckha v 19. století, během níž byl kostel opraven a byl obnoven jeho gotický vzhled. Na východní straně kostela se nachází kardinálův kenotaf. Podle vlastního přání odpočívá v křestní kapli. Kostel několikrát vyhořel a je proto sporné, jak velká část současné stavby je původní. Nad portálem je osazena litinová pamětní deska, která připomíná obnovu chrámu po velkém požáru v roce 1836.
Tradice poutí do Kroměříže na Bolestný pátek je doložena již k roku 1887, kdy sem chodívali poutníci až z Prostějova, Polešovic, Vracova, Napajedel, Holešova a Bystřice pod Hostýnem.

## Popis kostela

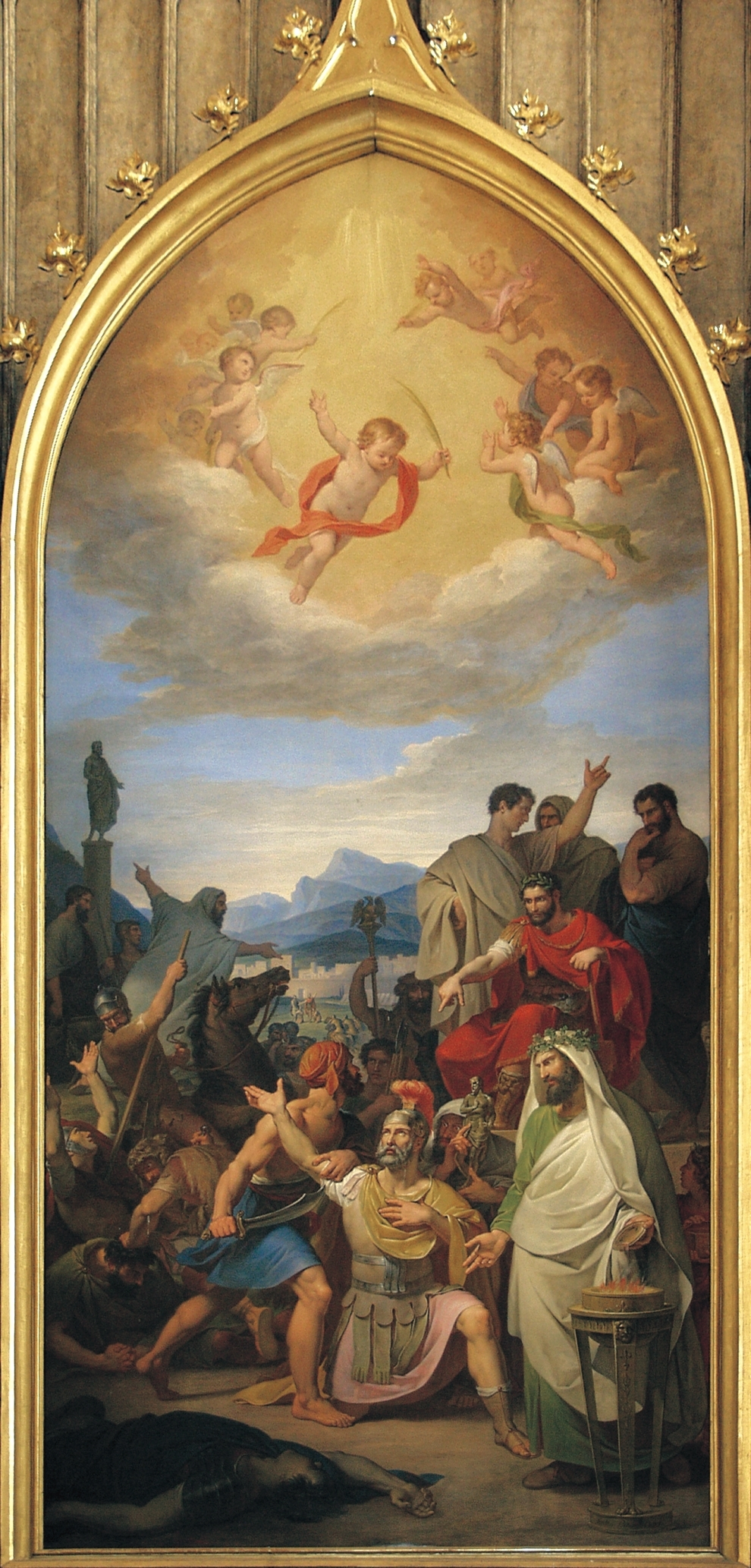
Oltářní obraz Svatý Mořic v Thébské legii

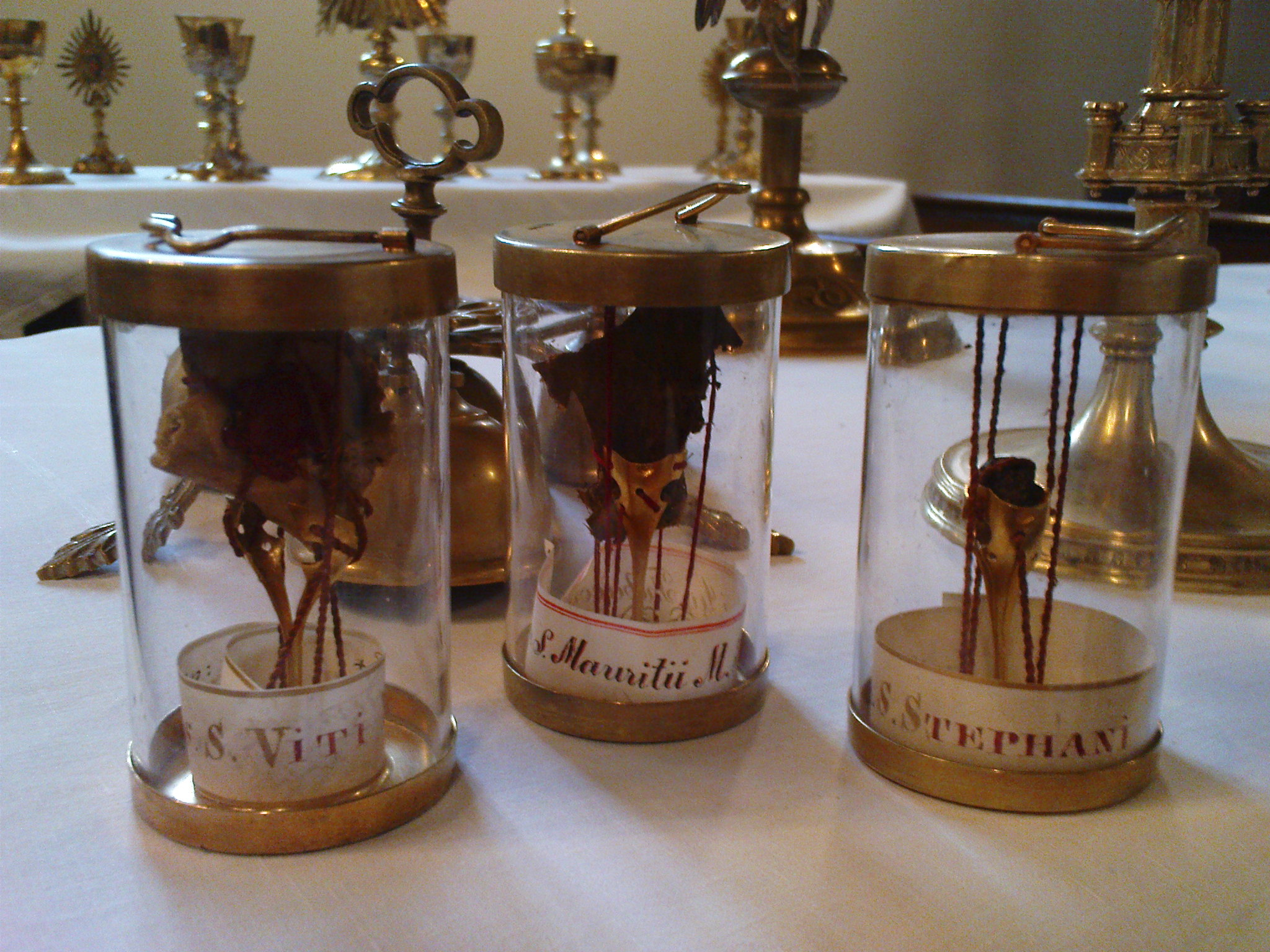
Relikvie sv. Víta, Mořice a Štěpána z chrámového pokladu kostela sv. Mořice v Kroměříži

K trojlodní síni přiléhá křestní kaple a v baroku dostavěná kaple Bolestné Panny Marie s pompézními náhrobky biskupů Schrattenbacha (který si kapli postavil jako místo svého posledního odpočinku) a Egkha. Jde o orientovanou stavbu (s odchylkou cca 30°, srov. mapu); při bočním vchodu se nachází busta arcibiskupa Stojana, který v kostele působil v letech 1908–1917 jako probošt. V presbytáři kostela je pohřben zakladatel kostela a města Kroměříže Bruno ze Schauenburku. Na retábulu hlavního oltáře je obraz Svatý Mořic v Thébské legii od vídeňského malíře Antona Pettera, který je zde ztvárněn jako běloch. K vybavení kostela náleží sedm zpovědnic a pětidílná varhanní skříň z roku 1854 od vídeňského mistra Jakoba Deutchmanna.

## Současný provoz
Kostel sv. Mořice je farním kostelem farnosti svatého Mořice. Mše sv. se v kostele koná ve všední dny (mimo pondělí a soboty) v 17:00, v neděli a ve svátky v 7:45 a 10:15. U příležitosti zahájení školního roku a podobně významných dnů se zde konají mše svaté pro studenty Arcibiskupského gymnázia nebo ve spolupráci s Klubem UNESCO pořádaný festival Hudba v zahradách a zámku. Při kostele působí Schola cantorum u sv. Mořice v Kroměříži. Od roku 2011 se zde na Bolestný pátek každoročně konají Poutní dny, celostátní setkání při příležitosti pouti do kostelní kaple Panny Marie Sedmibolestné.

## Aktuální kněží
- P. Mgr. Pavel Hofírek – děkan
- P. Jan Svozílek – kaplan
- P. Jiří Orság – Kaplan